# 三木町いけのべ七夕まつり
三木町いけのべ七夕まつり（みきちょういけのべたなばたまつり）は、香川県木田郡三木町の池戸（いけのべ）商店街を中心とした地域で、毎年8月第1土曜日・日曜日に実施される七夕祭り。主催は、三木町いけのべ七夕まつり実行委員会。
1952年に開始。地元の夏の風物詩となっている。当日は商店街の沿道に約500本の竹竿が立ち並び、色とりどりの短冊やくす玉で飾られる。また、多数の露店が立ち並ぶ。イベントは七夕クィーンの発表や歌謡ショー、お茶会、太鼓競演など。初日夜には打ち上げ花火も行われる。